# Communauté de communes Monts de Flandre - Plaine de la Lys
La communauté de communes Monts de Flandre - Plaine de la Lys  est une ancienne communauté de communes française, située dans le département du Nord et la région Nord-Pas-de-Calais, arrondissement de Dunkerque.

## Composition
- La communauté Monts de Flandre - Plaine de la Lys, regroupait 7 communes.

| Code INSEE | Commune           | Maire                 | Population  | Superficie | Densité      | Délégués |
| ---------- | ----------------- | --------------------- | ----------- | ---------- | ------------ | -------- |
| 59043      | Bailleul          | Michel Gilloen        | 14 146 hab. | 4 342 ha   | 325 hab./km² | nc       |
| 59262      | Godewaersvelde    | Antoine Vermeulen     | 1 927 hab.  | 1 189 ha   | 162 hab./km² | nc       |
| 59399      | Merris            | Jocelyne Duez         | 958 hab.    | 1 009 ha   | 94 hab./km²  | nc       |
| 59423      | Neuf-Berquin      | Bernard Debeugny      | 1 156 hab.  | 640 ha     | 180 hab./km² | nc       |
| 59431      | Nieppe            | Michel Vandevoorde    | 7 470 hab.  | 1 730 ha   | 431 hab./km² | nc       |
| 62736      | Sailly-sur-la-Lys | Annie Van Cortenbosch | 3 981 hab.  | 970 ha     | 410 hab./km² | nc       |
| 59581      | Steenwerck        | Joel Devos            | 3 263 hab.  | 2 747 ha   | 118 hab./km² | nc       |
| Totaux     | 7 communes        | 7 communes            | 32 901 hab. | 12 627 ha  | 260 hab./km² | 28       |

## Régime fiscal
Taxe professionnelle unique (délibération du 20 juin 2000).

## Historique
Le 1er janvier 2014, toutes les communes de  l'intercommunalité à l'exception de Sailly-sur-la-Lys, la communauté de communes du Pays de Cassel, la communauté de communes du Pays des Géants, la communauté de communes de l'Houtland, la communauté de communes de la Voie romaine, et la Communauté de communes rurales des Monts de Flandre ainsi que les 3 communes de Blaringhem, Hazebrouck et Wallon-Cappel ne faisant partie d'aucune intercommunalité s'unissent pour former la communauté de communes de Flandre intérieure.
La commune de Sailly-sur-la-Lys rejoint quant à elle, la communauté de communes Flandre Lys.

## Présidents
| Période | Période    | Identité       | Étiquette | Qualité                               |
| ------- | ---------- | -------------- | --------- | ------------------------------------- |
|         | 30/12/2013 | Michel Gilloen | PS        | maire de Bailleul, conseiller général |

## Pays Cœur de Flandre
Le Pays Cœur de Flandre, regroupe 41 communes dont 38 adhèrent à une communauté de communes. 
Ces communautés de communes sont au nombre de cinq :    
- Communauté de communes Flandre Lys
- Communauté de communes de l'Houtland
- Communauté de communes Monts de Flandre - Plaine de la Lys
- Communauté de communes du Pays des Géants
- Communauté de communes rurales des Monts de Flandres